# Distrito electoral de Meredosia n.º 1
Meredosia No. 1 (en inglés: Meredosia No. 1 Precinct) es un distrito electoral ubicado en el condado de Morgan en el estado estadounidense de Illinois. En el Censo de 2010 tenía una población de 838 habitantes y una densidad poblacional de 13,35 personas por km².

## Geografía
Meredosia No. 1 se encuentra ubicado en las coordenadas 39°51′51″N 90°29′11″O / 39.86417, -90.48639. Según la Oficina del Censo de los Estados Unidos, Meredosia No. 1 tiene una superficie total de 62.77 km², de la cual 58.86 km² corresponden a tierra firme y (6.24%) 3.92 km² es agua.

## Demografía
Según el censo de 2010, había 838 personas residiendo en Meredosia No. 1. La densidad de población era de 13,35 hab./km². De los 838 habitantes, Meredosia No. 1 estaba compuesto por el 99.4% blancos, el 0% eran afroamericanos, el 0% eran amerindios, el 0.36% eran asiáticos, el 0% eran isleños del Pacífico, el 0.12% eran de otras razas y el 0.12% pertenecían a dos o más razas. Del total de la población el 0.24% eran hispanos o latinos de cualquier raza.